# Pae Gil-su
Pae Gil-su (배길수?; 4 marzo 1972) è un ex ginnasta nordcoreano.

## Palmarès

### Olimpiadi
- 1 medaglia:
  - 1 oro (Barcellona 1992 nel cavallo)

### Mondiali
- 4 medaglie:
  - 3 ori (Parigi 1992 nel cavallo; Birmingham 1993 nel cavallo; San Juan 1996 nel cavallo)
  - 1 bronzo (Losanna 1997 nel cavallo)